# Kanton Rennes-3
Der Kanton Rennes-3 (bretonisch Kanton Roazhon-3) ist seit 2015 ein französischer Wahlkreis im Arrondissement Rennes, im Département Ille-et-Vilaine und in der Region Bretagne; sein Hauptort ist Rennes.

## Geschichte
Der Kanton entstand 2015 mit der Neuordnung der Kantone in Frankreich aus Teilen von aufgelösten Kantonen in der Region Rennes.

## Lage
Der Kanton liegt im Zentrum des Départements Ille-et-Vilaine.

## Gemeinden
Der Kanton besteht aus 2 Gemeinden und Gemeindeteilen mit insgesamt 44.540 Einwohnern (Stand: 1. Januar 2022) auf einer Gesamtfläche von 18,41 km²:
| Gemeinde        | Gallo      | Bretonisch | Einwohner (2022) | Fläche (km²) | Code postal | Code Insee |
| --------------- | ---------- | ---------- | ---------------- | ------------ | ----------- | ---------- |
| Chantepie       | Chauntepiy |            | 10.378           | 11,98        | 35135       | 35055      |
| Rennes          | Resnn      | Roazhon    | 34.162           | 6,43         | 35000       | 35238      |
| Kanton Rennes-3 | Resnn-3    | Roazhon-3  | 44.540           | 18,41        | -           | 3520       |

1. ↑  Nur der südöstliche Teil der Gemeinde, der Rest verteilt sich auf die Kantone Rennes-1, Rennes-2, Rennes-4, Rennes-5 
 und Rennes-6,.

## Politik
Im 1. Wahlgang am 22. März 2015 erreichte keines der sieben Wahlpaare die absolute Mehrheit. Bei der Stichwahl am 29. März 2015 gewann das Gespann Frédéric Bourcier/Béatrice Hakni-Robin (beide PS) gegen Jocelyne Dansay/Yves Pelle (beide DVD) mit einem Stimmenanteil von 61,77 % (Wahlbeteiligung:45,62 %).
| Vertreter im conseil général des Départements | Vertreter im conseil général des Départements | Vertreter im conseil général des Départements |
| Amtszeit                                      | Name                                          | Partei                                        |
| --------------------------------------------- | --------------------------------------------- | --------------------------------------------- |
| 2015–2021                                     | Frédéric Bourcier Béatrice Hakni-Robin        | PS                                            |
| 2021–                                         | Jeanne Larue Nicolas Perrin                   | LFI EELV                                      |